# تيريزا الأفيلاوية
تيريزا القديسة أو تيريزا الأفيلاوية (1515 - 1582 م) هي راهبة كرملية إسبانية.
أسّست 1562 م ديرًا للكرمليات في أفيلا بإسبانيا وألحقت به عدة أديرة. أهم آثارها: «القصر الباطني».

## روابط خارجية
- تيريزا الأفيلاوية على موقع الموسوعة البريطانية (الإنجليزية)
- تيريزا الأفيلاوية على موقع ميوزك برينز (الإنجليزية)
- تيريزا الأفيلاوية على موقع إن إن دي بي (الإنجليزية)
- تيريزا الأفيلاوية على موقع ديسكوغز (الإنجليزية)
- تيريزا الأفيلاوية على موقع ديسكوغز (الإنجليزية)
- تيريزا الأفيلاوية على موقع ديسكوغز (الإنجليزية)